# Paracricotopus niger
Paracricotopus niger är en tvåvingeart som först beskrevs av Jean-Jacques Kieffer 1913.  Paracricotopus niger ingår i släktet Paracricotopus och familjen fjädermyggor. Arten är reproducerande i Sverige. Inga underarter finns listade i Catalogue of Life.